# Jacob McCorry
Jacob McCorry (* 20. November 1997) ist ein australischer Hürdenläufer, der sich auf den 110-Meter-Hürdenlauf spezialisiert hat.

## Sportliche Laufbahn
Erste internationale Erfahrungen sammelte Jacob McCorry im Jahr 2016, als er bei den U20-Weltmeisterschaften in Bydgoszcz mit 13,85 s in der ersten Runde über 110 m Hürden ausschied. 2019 gewann er bei den Ozeanienmeisterschaften in Townsville in 14,13 s die Bronzemedaille hinter seinen Landsleuten Nicholas Hough und Nicholas Andrews und anschließend schied er bei der Sommer-Universiade in Neapel mit 13,93 s im Halbfinale aus. 2023 siegte er in 13,69 s beim Brisbane Track Classic und schied anschließend bei den Weltmeisterschaften in Budapest mit 13,67 s in der ersten Runde aus.

## Persönliche Bestzeiten
- 110 m Hürden: 13,48 s (+0,8 m/s), 21. Mai 2023 in Yokohama
  - 60 m Hürden (Halle): 7,95 s, 12. Februar 2022 in Louisville